# 시리우스
좌표:  06h 45m 08.9173s, −16° 42′ 58.017″

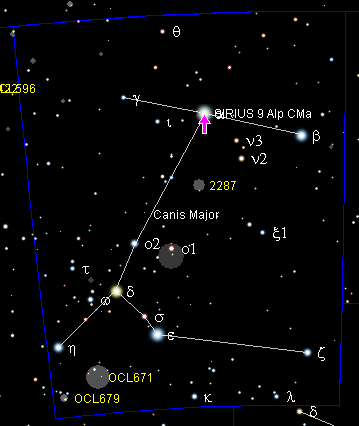
큰개자리. 화살표가 시리우스.

시리우스(Sirius)는 밤하늘에서 가장 밝은 항성으로, 천랑성(天狼星), 큰개자리 알파라 부르기도 한다. '시리우스'라는 이름은 고대 그리스의 Σείριος (세이리오스,→불탐, 빛남)에서 유래했다. 겨울철 대삼각형의 꼭짓점이다. 시리우스는 겉보기 등급이 -1.47로 두 번째로 밝은 카노푸스보다 두 배 정도 더 밝으며, 태양을 제외하고는 가장 밝은 별이다.
시리우스는 지구에서 맨눈으로 볼 때는 단독성처럼 보이지만 실제로 이 별은 백색 왜성을 반성으로 거느리고 있는 쌍성계로, 우리 눈으로 볼수 있는 밝은 별은 시리우스 A로 분광형 A1 V의 A형 주계열성이며 맨눈으로 볼 수 없는 짝별은 시리우스 B로 분광형 DA2의 백색 왜성이다. 시리우스 A와 B는 서로의 질량 중심을 공전하고 있으며 둘 사이 거리는 가장 가까울 때 8.1천문단위이고 가장 멀 때는 31.5천문단위이다.
시리우스는 그 자체로도 밝은 A형 주계열성인데다 지구와 가깝기 때문에 우리 눈에 밝게 보인다. 히파르코스 위성이 측정한 시리우스까지의 거리는 8.6광년(2.3파섹)이며 태양계에서 가까운 이웃 항성계이다. 시리우스는 지구 북반구 위도 30~73도 사이에 거주하는 사람(유럽 대부분, 동아시아, 북아메리카 대부분 포함)이 맨눈으로 볼 수 있는 별 중 지구에서 태양 다음으로 가깝다. 시리우스는 태양계에 천천히 다가오고 있으며 앞으로 6만 년 후까지 점점 밝아질 것이다. 6만 년 후를 정점으로 다시 어두워지겠지만 앞으로 21만 년 동안은 밤하늘에서 가장 밝은 별의 위치를 지킬 것이다.
시리우스 A의 질량은 대략 태양의 두 배 정도이며 절대 등급은 6.42이다. 광도는 태양의 3배이나 카노푸스, 리겔과 같은 다른 밝은 별에 비하면 매우 어둡다. 시리우스 항성계의 나이는 2억 년~3억 년 정도이다. 시리우스 계(系)는 처음 태어났을 때는 청색 및 백색 주계열성 둘로 구성되었으나 무거운 청색 별 시리우스 B는 빠르게 중심핵의 수소를 태우고 적색 거성이 되었고, 약 1억 2천만 년 전 외포층을 우주로 날려보내고 지금의 백색 왜성을 남겼다.
서구권에서는 시리우스를 구어체로 '개의 별'(Dog Star)로 부르며 이는 시리우스가 큰개자리에서 가장 밝은 별임을 반영하는 것이다. 고대 이집트인은 시리우스의 신출(新出) 시기를 나일강이 범람하는 때로 인식했고 고대 그리스 사람들은 '개의 날들'로 불렀으며, 폴리네시아 사람들은 겨울이 시작되는 때로 받아들였다. 폴리네시아인은 시리우스를 태평양을 항해할 때 꼭 필요한 별로 생각했었다.

## 관측 역사
| X1 · N14 | M44 |

| X1 · N14 | M44 |

시리우스는 가장 오래 된 천문 기록에 나타나며, 고대 이집트에서는 이 별을 '소프데트'(그리스어: Σῶθις = '소티스')로 불렀다. 이집트 중왕국에서는 시리우스를 나일강(江)의 범람 시기를 알려주는 별로 생각했다. 시리우스는 하늘에서 약 70일동안 보이지 않다가 강물이 범람할 때인 여름 지점 직전에 동쪽에서 떴다. 태양이 뜨기 전 시리우스가 먼저 지평선 위로 올라온 뒤 이어서 뜨는 태양빛에 가려 보이지 않게 되는데, 고대인은 이 시기를 기준으로 일년을 결정하였다. 이집트인은 시리우스(소프데트)의 상형문자를 별 하나에 삼각형 하나로 표시했다. 소프데트는 남편 오시리스, 아들 호루스와 함께 삼위일체를 이루는 이시스 여신과 밀접한 관련이 있다. 이집트인은 하늘에 시리우스가 보이지 않는 70일이 이시스와 오시리스가 두아트(이집트인이 믿던 사후세계)를 통과하는 기간이라고 믿었다.
고대 그리스인은 시리우스의 출현을 뜨겁고 건조한 여름을 알리는 것으로 받아들였는데, 이 별이 뜨면 식물이 시들고 사람은 허약해지며 여성들은 성적으로 흥분한다고 믿었다. 시리우스는 그 밝기 때문에 초여름 불안정한 기후에서 더 깜빡이는 것처럼 보인다. 고대 그리스 관측자는 시리우스가 깜빡이면서 인간에게 해로운 어떤 물질을 뿜는 것으로 믿었다. 별이 뿜어낸 것 때문에 고통받는 사람을 ἀστροβόλητος(그리스어: '아스트로볼레토스', →별에 맞은)라고 불렀다. 시리우스는 문학작품에서 '불타는', '격렬한' 존재로 묘사되었다. 그리스에서는 여름철 시리우스가 하늘에 나타난 이후를 '개의 날들'(Dog Days)로 불러 왔다. 에게해 케아 섬의 주민들은 시리우스와 제우스에게 제물을 바치면서 시원한 바람을 가져다 달라는 기원을 올리면서 시리우스가 여름 하늘에 다시 나타나기까지 기다렸다. 이들에게는 시리우스가 청명하게 떠오르는 것은 행운을 예고하는 것이며, 흐리거나 희뿌옇게 뜨는 것은 전염병이 발생한다는 뜻이었다. 기원전 3세기 케아 섬에서 사용되던 동전에는 개 및 빛을 뿜는 별이 새겨져 있는데 이로써 당대인들이 시리우스를 중요하게 생각 했음을 알 수 있다.
로마인은 4월 25일 경 시리우스가 떠오를 때 로비고 여신에게 향료, 포도주, 양과 함께 개를 제물로 바쳤는데, 이는 시리우스의 깜빡임이 농작물에 병충해를 발생시키지 않기를 기원하는 것이었다.
알렉산드리아의 프톨레미는 알마게스트 책 제7, 8권에서 특정 항성들의 위치를 지도로 그렸는데 그는 여기서 시리우스를 천구의 중앙 자오선 위치로 사용했다. 그는 흥미롭게도 시리우스를 밤하늘의 붉은색 별 6개 중 하나로 지정했다. 시리우스는 흰색 빛을 낸다는 점에서 특이한 기록으로 볼 수 있는데, 나머지 다섯 별은 아크투루스, 베텔게우스 등 분광형 K, M형의 항성으로 현재 상태와 프톨레미 당시의 색에 큰 차이가 없다.

### 붉은색 논쟁
서기 150년을 전후하여 그리스 천문학자 클라우디오스 프톨레마이오스는 시리우스를 붉은 빛을 띠는 여섯 별 중 하나로 기록했다. 다른 다섯은 베텔게우스, 안타레스, 알데바란, 아크투루스, 폴룩스로 다섯 모두 오렌지색 또는 붉은색으로 빛난다. 이 기록상 모순점을 최초로 발견하여 공론화한 사람은 영국의 아마추어 천문학자 토마스 바커로, 그는 이 내용을 논문으로 쓰고 1760년 런던 왕립 협회 회의에서 발표했다. 밝기가 변한 별들이 존재한다는 사실은 별의 색이 변할 수도 있다는 가설에 신빙성을 부여했다. 1839년 존 허셜이 이 가설을 언급했는데, 2년 전 용골자리 에타를 목격한 일에서 영향을 받았을 가능성이 있다. 토마스 제퍼슨 잭슨 시는 1892년 논문 수 편 및 1926년 논문 최종 요약본을 출판하면서 '붉은 시리우스'에 대한 논쟁을 되살렸다. 시는 프톨레마이오스 외에도 시인 아라투스, 웅변가 키케로, 장군 게르마니쿠스 모두 시리우스를 붉은색으로 묘사했다고 주장했다. 그러나 프톨레미를 뺀 나머지 셋은 천문학자가 아니었으며 키케로와 게르마니쿠스는 단지 아라투스의 시 '파에노메나'를 번역한 것에 불과했음은 알고 있었다.
네로 황제의 스승 세네카 역시 시리우스를 '화성보다 붉은 별'로 묘사했다. 그러나 고대 관측자 모두가 시리우스를 붉은 색으로 기록한 것은 아니다. 1세기 시인 마르쿠스 마닐리우스와 4세기 아비에누스는 별의 색을 '푸른 바다색'이라고 묘사했다. 고대 중국에서는 시리우스를 흰색 별의 표준으로 삼았으며 기원전 2세기~기원후 7세기 사이 여러 기록에는 시리우스의 색을 모두 흰색으로 기록했다.
1985년 독일 천문학자 볼프하르트와 베르너는 8세기 투르의 그레고리우스가 쓴 롬바르디아 필사본 De cursu stellarum ratio에 대한 논문을 출판했다. 이 라틴어 문서는 별의 위치를 보고 야간 기도시간을 어떻게 정하는지를 알려주는 용도였으며, 시리우스는 이 문서에 rubeola('붉은')로 기록되어 있다. 논문 저자 둘은 이 표현이 당시 시리우스 B가 적색 거성 단계였다는 증거라고 주장했다. 그러나 다른 학자들은 그레고리우스가 지칭한 것은 시리우스가 아닌 아크투루스였을 것이라고 답했다.
천문학자들은 시리우스 A와 B가 진화 단계를 밟음으로써 이런 겉보기 색 변화가 일어났을 가능성을 부정하고 있다. 그 이유는 별의 겉보기 변화가 일어나기에는 2,000년은 너무 짧은 시간이며, 만약 서기원년 전후로 B가 적색 거성 단계를 거쳤다면 현재 시리우스 주변에 행성상 성운이 형성되어 있어야 한다는 것이다. 아직 검증되지 않은 제2의 짝별이 붉은 색의 정체라는 주장도 제기된 바 있다. 또다른 설명으로 붉은색은 문학적 표현에서 불행을 상징하는 메타포이거나 동쪽 지평선 가까이 떠오를 때 대기 상태가 좋지 않으면 붉은색으로 보일 수 있다는 것이다. 실제로 지평선 가까이 뜬 시리우스는 맨눈에 붉은색, 흰색, 푸른색으로 깜빡이는 것처럼 보인다.

### 고유운동 발견
1718년 에드먼드 핼리는 당대의 측성자료를 프톨레미의 알마게스트와 비교한 결과 그때까지 '붙박이' 별이라고 생각했던 항성들이 하늘에서 움직였음을 발견했다. 핼리가 조사한 별은 알데바란, 아크투루스, 시리우스로 셋 다 프톨레마이오스 시대(핼리와 1800년 차가 난다.)로부터 거의 달의 지름에 해당하는 30분 거리를 이동했다.
1868년 시리우스는 이동속도가 측정된 최초의 천체가 되었다. 윌리엄 허긴스는 시리우스의 스펙트럼을 관찰하던 중 주목할 만한 적색이동을 발견했다. 허긴스는 시리우스가 초당 40킬로미터 속도로 태양계로부터 멀어지고 있다고 결론내렸다. 이는 현재 측정 값 초당 −7.6킬로미터와 비교할 때 잘못된 것이며 시리우스는 멀어지는 것이 아니라 반대로 가까워지고 있다.(마이너스 값은 접근하고 있다는 뜻이다.) 그러나 밤하늘 천체들의 시선속도를 천문학 연구 대상으로 소개했다는 점에서 주목할 만하다.

### 동반성 발견

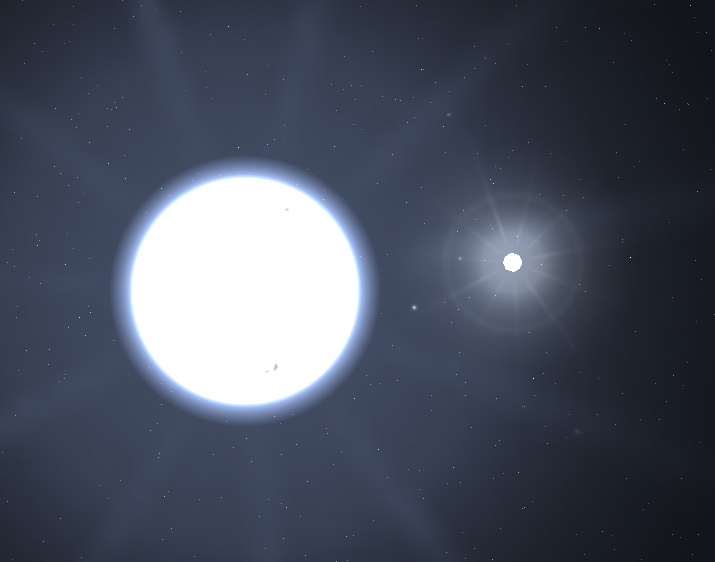
셀레스티아로 꾸민 시리우스 A와 B.

1844년 독일 천문학자 프리드리히 베셀은 시리우스의 고유 운동 변화로부터 시리우스가 보이지 않는 동반 천체를 거느리고 있다고 추론했다. 그로부터 약 20년 후 1862년 1월 31일 미국의 망원경 제작자이자 천문학자 앨번 그레이엄 클라크는 어두운 짝별 '시리우스 B'를 발견했다. 그는 디어본 천문대 18.5인치 구경 조리개가 장착된 대형 굴절기 성능 시험을 하던 중 시리우스 B를 발견했다. B를 발견한 관측 기구는 당시 미국에서 가장 큰 굴절망원경이었다.
B의 발견으로 우리 눈에 보이는 밝은 별은 종종 '시리우스 A'로도 불리게 된다. 1894년까지 시리우스 계의 궤도운동에 뚜렷한 불규칙성이 관측되었으며 이를 매우 작은 짝별이 또 존재하기 때문으로 추측했으나 제2의 짝별은 끝내 존재가 검증되지 않았다. 자료와 가장 잘 맞는 설명으로 이 보이지 않는 짝별의 질량은 태양의 0.96배이며 A를 6년에 한 번 돌고, 밝기는 시리우스 B보다 5~10등급 어둡다는 것이 있었다. 앞의 설명처럼 어둡기 때문에 관측하기 어렵다는 것이었다. 2008년 관측자료에는 세 번째 별 또는 행성의 존재가 나타나지 않았다. 1920년대 관측한 '세 번째 별'은 현재 단순한 뒷배경의 별임이 입증되었다.
1915년 월터 시드니 애덤스는 윌슨 산 천문대에서 60인치(1.5미터) 반사경을 장착한 망원경을 이용하여 시리우스 B의 스펙트럼을 관측했는데, 그는 B가 희미하고 흰색으로 빛나는 별임을 알아냈다. 이 사실로부터 천문학자들은 B를 백색 왜성으로 결론지었는데 당시 두 번째로 발견된 백색 왜성이었다. 1959년 로버트 핸버리 브라운, 리차드 트위스는 강도간섭계를 써서 시리우스 A의 지름을 최초로 측정했다. 2005년 천문학자들은 허블 우주 망원경을 통해 시리우스 B의 지름이 지구와 거의 비슷하다는(12,000킬로미터) 사실을 알아냈다. 그러나 B의 질량은 태양의 98퍼센트나 된다.

### 시리우스 초성단(超星團)
1909년 아이나르 헤르츠스프룽은 하늘에서 항성계가 움직이는 양상에 기반. 시리우스가 큰곰자리 이동성단의 일원이라는 가설을 제기했다. 큰곰자리 이동성단은 한때 하나의 산개 성단에서 동시에 태어났지만 중력의 속박을 떨치고 흩어진 천체들을 일컫는 말로, 약 220개의 별로 구성되어 있다. 그러나 2003년과 2005년의 분석에 따르면 시리우스가 큰곰자리 이동성단에 속했는지의 여부가 확실하지 않다고 한다. 큰곰자리 이동성단의 나이는 4 ~ 6억 년임에 반해 시리우스의 나이는 그 절반에 불과하므로 이동성단의 일원으로 보기에는 너무 젊다. 그 대신 시리우스는 시리우스 초성단의 일원일 가능성이 제기되었다. 시리우스 초성단의 구성원은 마차부자리 베타, 북쪽왕관자리 알파, 컵자리 베타, 에리다누스자리 베타, 뱀자리 베타 등이다. 시리우스 초성단은 지구로부터 500광년 이내에 있는 세 개의 거대한 성단 중 하나이다. 다른 두 개는 히아데스 성단과 플레이아데스 성단이며 둘 다 수백 개의 별들이 뭉쳐 있다.

## 관측
시리우스의 겉보기 등급은 -1.47로 밤하늘에 보이는 별들 중 가장 밝다. 이는 두 번째로 밝은 별 카노푸스보다 두 배 정도 더 밝은 수치이다. 그러나 달, 금성, 목성 등에 비하면 그리 밝지 않다. 수성과 화성조차도 시리우스보다 수 배 더 밝아질 때가 있다.
북위 73도보다 아래 살고 있는 사람은 이 별을 볼 수 있으나 위도가 높은 곳에 있는 도시에서는 높이 뜨지 않아 보기 힘들다. 예를 들어 상트 페테르부르크에서는 지평선으로부터 13도밖에 떠오르지 않는다.
시리우스는 날씨가 매우 좋고 관측 조건이 좋을 경우 대낮에도 보인다. 단 하늘은 매우 청명해야 하며 관측자는 고도가 높은 곳에 있어야 하고, 시리우스는 관측자의 머리 위 가까운 곳에 있어야 하며, 태양은 지평선 부근에 걸쳐 있어야 한다. 따라서 북반구보다는 시리우스가 보다 높은 고도에 오는 남반구에서 낮에 관측하기가 더 쉽다.
시리우스의 구성원 A, B는 질량 중심을 공전하기 때문에 지구 관측자가 볼 때 두 별은 가장 근접했을 때 3초각, 떨어졌을 때 11초각까지 벌어진다. 두 별이 가장 가까이 붙을 때는 망원경으로 상을 분리하기가 매우 힘들며, 적어도 300밀리미터(12인치) 구경의 망원경이 있어야 하고, 관측 조건도 좋아야 한다. 1994년 A와 B가 가장 가까이 접근한 뒤 점차 멀어지고 있으며, 망원경을 통해 관측하기가 점차 쉬워지고 있다.
적위는 약 -17°로 남위 73도보다 아래 지역에서는 주극성으로 보인다. 남반구에서 이른 7월이면 시리우스가 태양을 따라서 지고, 태양이 뜨기 전 하늘에 나타나는 장면을 볼 수 있다.
시리우스는 세차 및 고유 운동의 영향으로 하늘에서 천천히 남쪽으로 이동하고 있다. 서기 9000년 경이면 북반구 중위도 지역에서 시리우스를 볼 수 없을 것이며 서기 14000년(이 때 베가가 북극성이 될 것이다.) 경 시리우스의 적위는 -67도로 오스트레일리아, 남아프리카 공화국과 같은 남반구 국가에서 바라볼 때 주극성으로 보일 것이다.
지구로부터의 거리는 8.6 광년 또는 약 2.6 파섹으로 태양계에서 다섯 번째로 가까운 항성계로(다섯 개의 계를 구성하는 8개 별 중 2개가 시리우스 계에 있다.) 시리우스가 밝게 보이는 가장 큰 이유는 이처럼 가까이 있기 때문이다.(같은 이유로, 또 다른 가까운 별 센타우루스자리 알파는 카노푸스, 리겔, 베텔게우스처럼 원래 밝은 별이 아니라, 지구에서 4.3광년밖에 떨어져 있지 않기 때문에 밝게 보인다.) 그러나 시리우스는 그 자체로도 태양보다 훨씬 더 밝은 A형 주계열성으로, 밝기는 태양의 약 25배이다. 시리우스에서 가장 가까운 이웃은 프로키온으로 5.24 광년 또는 1.61 파섹 떨어져 있다. 1977년에 발사된 보이저 2호는 29만 6천 년 뒤 시리우스에서 4.3광년 떨어진 곳을 지나갈 것으로 보인다.
프로키온과 베텔게우스와 함께 겨울의 대삼각형을 이루는 꼭짓점 중 하나이기도 하다.

## 항성계

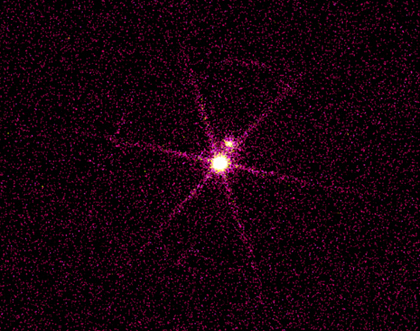
찬드라 엑스선 천문대가 시리우스 계를 찍은 사진. 두 발광점 중 밝은 쪽이 시리우스 B이다. 제공: NASA/SAO/CXC.

시리우스는 두 개의 별이 질량 중심을 돌고 있는 계(系)로, 둘은 대략 20천문단위 떨어져서(이는 태양과 천왕성 거리 정도이다.) 50.1년에 1회 공전한다. 둘 중 밝은 시리우스 A는 분광형 A1 V의 A형 주계열성으로 유효 온도는 9,940켈빈이다. 짝별 시리우스 B는 이미 주계열성 단계를 벗어난 백색 왜성이다. 가시광선으로 볼 때 B의 밝기는 A의 1만 분의 1에 지나지 않지만 한때 B는 A보다 무겁고 훨씬 밝은 별이었다. 시리우스 계의 나이는 약 2억 3천만 년으로 처음에는 청백색, 백색 주계열성 둘이 서로의 질량 중심을 9.1년에 한 바퀴 돌고 있었을 것이다. IRAS 관측자료에 따르면 시리우스계는 예상치보다 높은 적외선 복사가 나타나는데, 이는 항성계에 먼지가 존재한다는 뜻으로 쌍성계에서는 보기 드문 현상으로 여겨지고 있다. 찬드라 엑스선 망원경의 사진에는 시리우스 B가 A보다 밝게 나타나며 이는 B가 A보다 엑스선을 더 많이 방출한다는 뜻이다.

### 시리우스 A

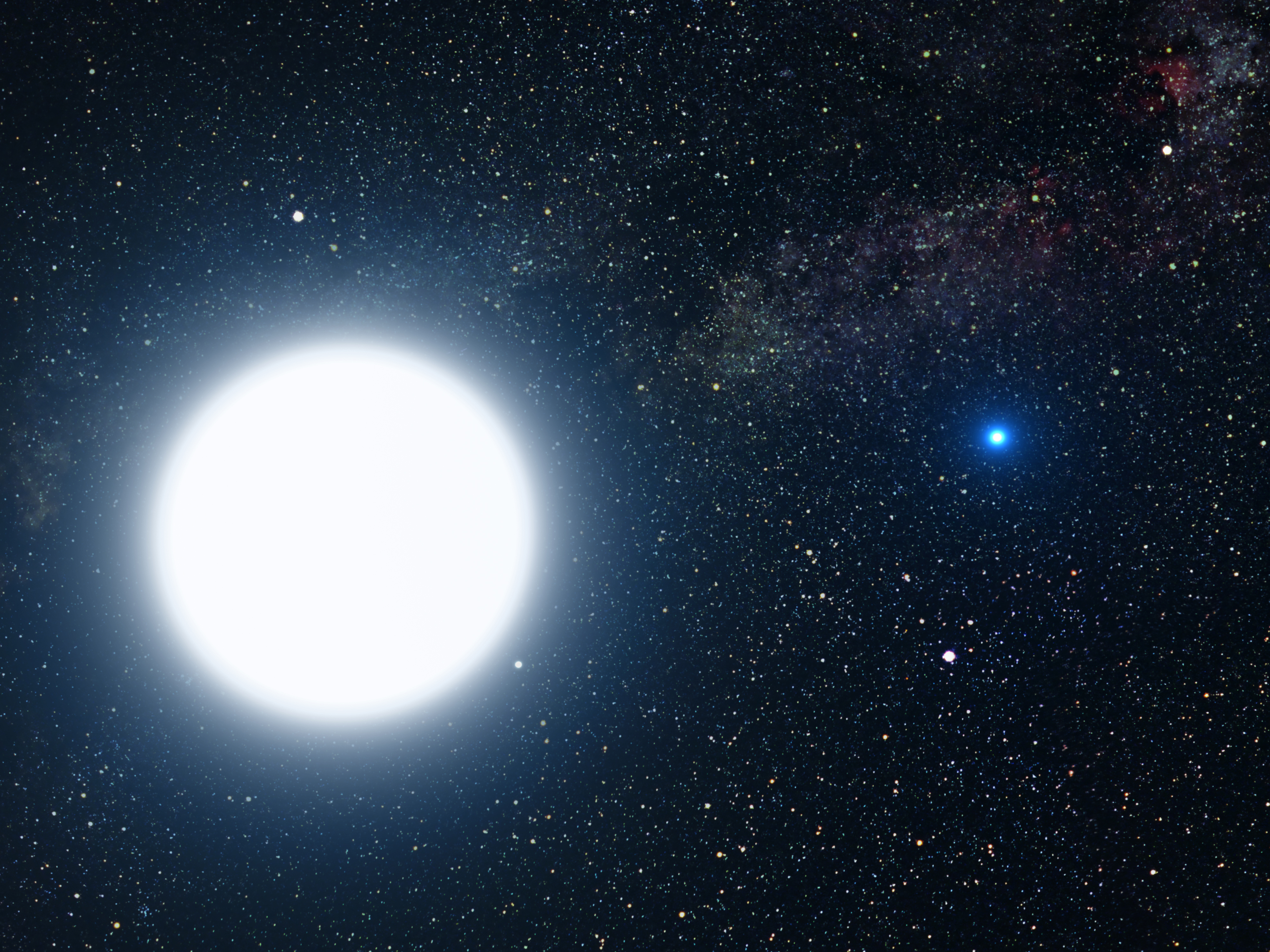
천체예술가가 시리우스 A와 B를 상상하여 표현한 그림. 왼쪽의 밝고 큰 천체가 시리우스 A이다.

시리우스 A의 질량은 태양의 두 배가 넘는다. 천문 간섭계로 잰 각지름은 5.936±0.016밀리초각이다. 자전속도는 초당 16킬로미터로 A형 주계열성 중에서는 느린 편이다. 따라서 적도가 부풀어 있지는 않을 것이다. 비슷한 덩치의 베가와 비교하면 차이는 더욱 명확해지는데, 베가는 초당 274킬로미터라는 맹렬한 속도로 돌고 있기 때문에 적도가 크게 부풀어 있다. 시리우스 A 표면에서 약한 자기장이 관측되고 있다.
항성모형에 따르면 시리우스 A는 분자구름의 붕괴로 태어났으며, 탄생 후 천만 년이 지나서 A의 내부에너지는 전적으로 열핵반응에서 나오게 되었다. 중심핵은 대류하기 시작했으며 CNO 순환으로 에너지를 생산하게 되었다. 시리우스 A는 탄생 후 10억 년 내로 중심핵의 수소를 모두 쓸 것이다. 수소가 소진된 시점에서 A는 적색 거성 단계를 지나 백색 왜성이 될 것이다.
시리우스 A는 Am 별로 분류되는데 이는 스펙트럼에 두꺼운 금속 흡수선이 나타나기 때문이다. 이는 수소, 헬륨보다 무거운 원소(예를 들면 철)가 풍부하다는 뜻이다. 태양과 비교하면 시리우스 A 대기의 철 함유 비율은 {\displaystyle \scriptstyle \left[{\frac {{\ce {Fe}}}{{\ce {H}}}}\right]=0.5}로 100.5와 같으며 이는 대기 중 철의 함유비가 태양의 316%(또는 3.16배)라는 의미이다. 다만 항성 내부까지 이렇게 중원소가 풍부하지는 않고 상대적으로 항성 표면에 몰려 있을 가능성이 높다.

### 시리우스 B

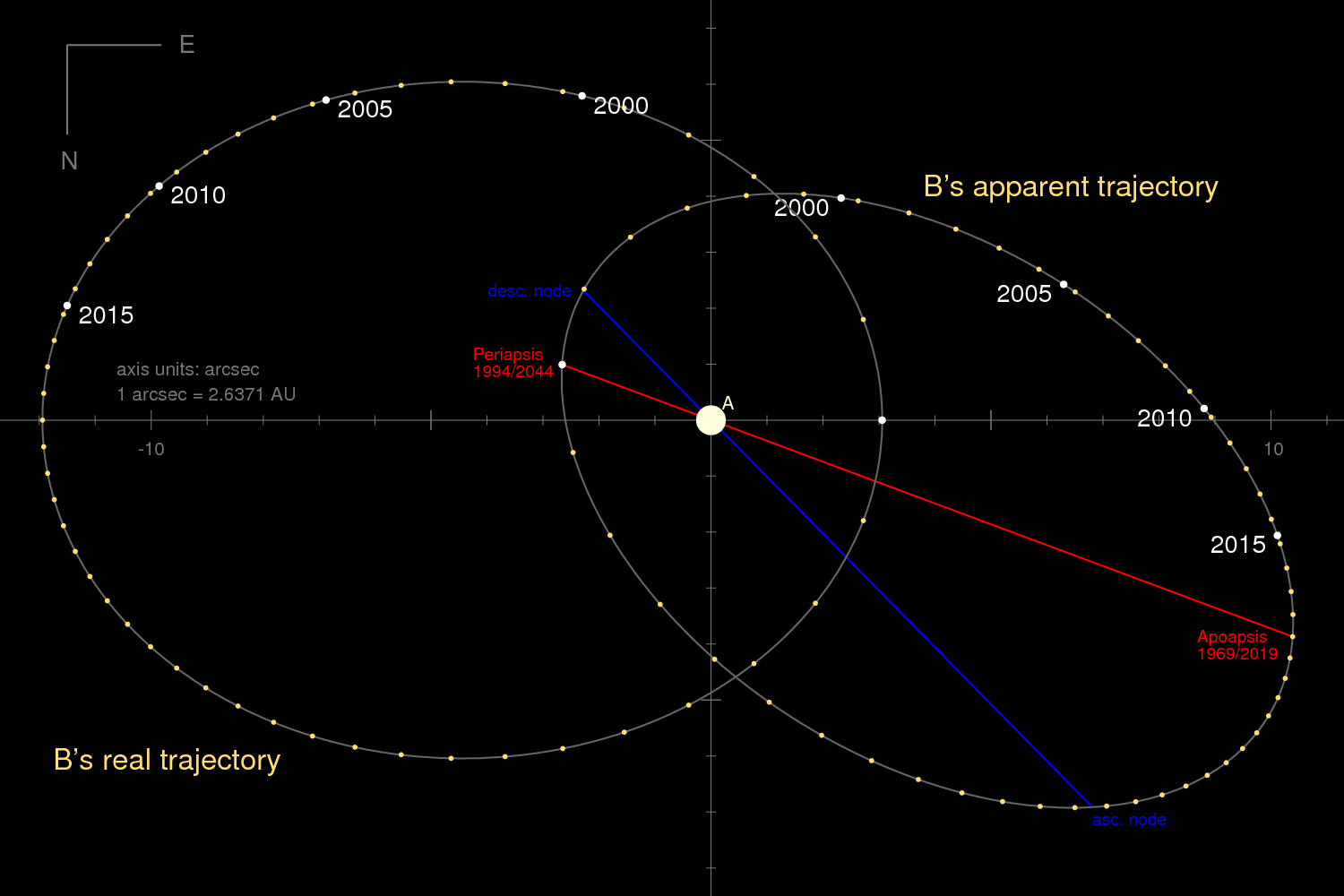
지구에서 보았을 때 시리우스 B와 A의 궤도운동 모습.

시리우스 B의 질량은 태양과 거의 같으며(태양의 98%) 이는 지금까지 발견된 백색 왜성 중에서도 매우 무거운 편에 속하는 값이다. 대부분의 백색 왜성 질량은 태양의 50~60퍼센트 수준이다. 그러나 B는 밀도가 매우 높은데 대략 태양 정도의 질량이 지구와 비슷한 부피에 압축되어 있다. B의 표면 온도는 25,200켈빈이다. 그러나 별 내부에 열을 발생시키는 근원이 없기 때문에 시리우스 B는 남은 열을 20억 년 이상의 기간에 걸쳐 우주로 내보내면서 천천히 식어갈 것이다.
주계열성이 적색 거성으로 진화한 뒤 최종적으로 백색 왜성이 남게 된다. 시리우스 B는 현재 나이(2억 3천만 년)의 절반 정도인 1억 2천만 년 전 백색 왜성이 되었다. B는 주계열성이었을 때 대략 태양질량의 5배인 B형 주계열성(분광형은 대략 B4~5였을 것이다.)이었다. 적색 거성 단계를 밟으면서 B는 짝별 A에 무거운 원소들을 많이 공급했을 것이다.
B는 적색거성 시절 헬륨융합으로 생긴 탄소-산소의 혼합물로 구성되어 있다. 탄소-산소 위에는 보다 가벼운 원소의 층이 있는데 이는 높은 표면중력 때문에 질량에 따라 아래층과 분리된 것이다. 시리우스 B의 바깥 대기는 현재 거의 순수한 수소(가장 가벼운 원소)로 이루어져 있기 때문에 이외 다른 원소는 스펙트럼에서 찾아볼 수 없다.

## 시리우스와 문화
동아시아에서는 이 별을 가리켜 천랑성(天狼星, →하늘의 늑대)이라고 불렀다. 천랑성은 이십팔수 중 정수에 속해 있다. 동아시아인은 이 별이 재난을 불러오는 별이라고 믿었으며, 한족은 천랑성이 북방 유목민족의 침입과 관련이 있는 별이라고 생각하였다.
현대에 가장 보편적으로 쓰이는 이름 '시리우스'는 라틴어 Sīrius에서 유래한 말로 이는 다시 고대 그리스 Σείριος ('세이리오스', →불탐, 빛남)에서 온 것이다. 다만 앞의 세이리오스 자체는 그리스 고졸기 이전 어디에선가 수입된 단어일 것이다. 한 저명인사는 이 단어가 이집트의 신 오시리스와 연결되어 있다는 설을 제기했다. 세이리오스가 수록된 가장 오래된 문서는 기원전 7세기 시인 헤시오도스의 작품 《일과 날》이다. 이외에도 시리우스에 붙은 명칭 및 이름은 50개가 넘는다. 제프리 초서가 쓴 수필 《아스트롤라베에 대한 소고》(Treatise of the Astrolabe)에서 시리우스의 이름은 '알하버'이며 사냥개의 머리 부분에 해당한다고 기록되어 있다. '알하버'는 중세 서유럽 아스트롤라베에 널리 쓰이던 이름이다. 산스크리트에서는 '므르가브야다'(사슴 사냥꾼) 또는 '루브다카'(사냥꾼)로 기록되어 있다. '므르가브야다'는 루드라 (시바)를 상징하는 별이다. 스칸디나비아에서는 '로카브렌나'('로키의 횃불' 또는 '로키가 다 태운')로 부른다. 중세 점성학에서 시리우스는 베헤니언 붙박이별 중 하나였으며 녹주석과 주니퍼와 관련되어 있다. 하인리히 코르넬리우스 아그리파는 시리우스에 점성학 기호 을 부여했다.
시리우스는 여러 문화권에서 '개'와 연결되는 경우가 많다. 영미권에서 자주 쓰는 구어적 표현은 '개의 별'(Dog Star)로 이는 시리우스가 큰개자리에서 가장 밝은 별이기 때문이다. 시리우스는 전통적으로 '오리온의 개'로 묘사되었다. 고대 그리스에서는 시리우스의 빛이 여름 중 제일 더울 때인 '개의 날' 기간 동안 개들이 비정상적으로 행동하게 만든다고 믿었다. 고대 로마에서는 '개의 날'을 dies caniculares로 표기했고 시리우스를 Canicula(카니쿨라, →작은 개)로 불렀다. 호메로스는 일리아스에서 트로이에 접근하는 아킬레우스를 다음과 같이 표현했다.
| “ | 여름밤 하늘 별 중의 별 사람들이 '오리온의 개'로 부르는 가장 밝지만 불길한 전조이자 고통받는 인간에게 뜨거움과 열병을 가져오는 시리우스가 어둡고 젖은 하늘에 떠오르네 | ” |

이란 신화, 조로아스터교, 페르시아의 고대 종교에서는 '티시트랴'라고 불리며 비를 내리게 하는 신성성(神聖性)을 지닌 것으로 나온다. 아베스타어 '티시트랴' 이후 등장한 팔라비어, 페르시아어 단어 '티르' 역시 페르시아의 피르다우시가 쓴 서사시 《샤나메》에 기록되어 있다. 야자타의 개념(경배하기에 합당한 힘)에 따르면 티시트랴는 비와 풍작의 신이자 가뭄의 악마 아파오샤의 숙적이다. 둘 사이의 싸움에서 티시트랴는 아름다운 백마(白馬)로 묘사된다.
북아메리카 여러 원주민 역시 시리우스를 개와 연관시켰다. 세리 족(族)과 토호노 오오담 족은 시리우스를 산양을 쫓아가는 개로 여겼으며 블랙풋 부족은 '개의 얼굴'이라고 불렀다. 체로키 족은 시리우스를 안타레스와 함께 '영혼의 길 끝을 지키는 개의 별'로 불렀다. 네브라스카 주의 포니 족의 경우 여러 부족이 서로 다른 명칭으로 부르는데, 늑대 부족(스키디)는 '늑대 별'로, 다른 부족은 '코요테 별'로 부른다. 알래스카 베링 해협에 사는 이누이트 족은 '달의 개'로 불렀다.
여러 문화권에서는 활과 화살을 시리우스와 연관시켰다. 고대 중국 별자리는 고물자리, 큰개자리 영역에 걸쳐 거대한 활과 화살이 남쪽 하늘을 가로지르면서 펼쳐져 있는데, 여기서 화살 끝은 늑대[狼] 시리우스를 겨누고 있다. 이집트 덴데라에 있는 덴데라 신전에 비슷한 내용이 있는데, 사티스 여신이 그녀의 화살을 하토르(시리우스)에게 겨누고 있다. 후기 페르시아 문화에서 시리우스는 '티르'로 불렸는데 별은 화살 그 자체로 묘사되었다.
고대 폴리네시아에서 밝은 별은 태평양의 많은 섬과 산호도 사이를 항해하는 데 있어 중요한 존재였다. 수평선 낮게 떠 있는 별은 선원이 특정한 목적지까지의 경로를 지도로 만드는 것을 도와주는, 나침반 역할을 했다. 밝은 별은 위도를 알려주는 역할도 했다. 시리우스의 적위는 남위 17도로 피지 군도의 위도와 일치하므로 매일밤 피지 섬 하늘 가장 꼭대기를 지나간다. 시리우스는 '마누'로 불리는 '거대한 새' 별자리의 몸통에 해당된다.(카노푸스는 남쪽 날개 끝, 프로키온은 북쪽 날개 끝에 해당되며 마누 별자리는 폴리네시아 인의 밤하늘을 둘로 나누는 기준이 된다.) 그리스와는 반대로 마오리 족은 시리우스를 '타쿠루아'로 불렀으며 추운 겨울을 알리는 존재로 여겼다. 타쿠루아는 마오리 언어로 별 자체와 '겨울'을 모두 가리킨다. 하와이에서는 시리우스를 '카울루아'(하늘의 여왕)로 부르며 별의 고도가 가장 높아지는 동지점 때 축제를 연다. 포폴리네시아 지역에서 시리우스를 부르는 이름은 이외에도 많다. 대표적으로 마르케사스 제도에서는 '타우우아'로, 뉴질랜드에서는 '레후아'로, 하와이에서는 '아아', '호쿠 카우오파에'로, 타히티에서는 '타우루아-파우-파파'(진정한 최고 지도자의 축제), '타우루아-에-히티-이-테-타라-테-페이아이'(기도와 종교 의식으로 하루를 시작하는 자의 축제)로 시리우스를 부른다.
빅토리아주 북서부의 부롱 족은 시리우스를 '와레필'로 부른다.
꾸란에서 시리우스는 '수라', '안-나즘'('별')에서 언급되며, 여기 나오는 시리우스의 이름은 الشِّعْرَى ('아스-시라' 또는 '아시-시라', →지도자)이다. 이름이 언급된 구절은 다음과 같다. "وأنَّهُ هُوَ رَبُّ الشِّعْرَى"(안-나즘:49, →그는 강한 별 시리우스의 주인이다.) 이븐 카티르는 다음과 같은 글을 남겼다.
| “ | 이븐 압바스, 무자히드, 카타다, 이븐 자이드는 미르잠 알-자우자로 명명되었으며 아랍인 중 한 무리가 경배해 온, 제일 밝은 별 아시-시라(시리우스)에 대해 이야기했다. | ” |

요한 바이어가 사용한 또다른 이름 Aschere는 여기에서 따온 것이다.
신지학에서는 '플레이아데스의 일곱 별'이 일곱 광선의 영적 힘을 '은하의 로고스'로부터 큰곰자리의 일곱 별로, 다시 시리우스로 옮긴다고 믿고 있다. 그 다음으로 이 힘은 태양을 거쳐 지구의 신 사나트 쿠라마로 전해진 뒤 마지막으로 '고대의 지혜에 통달한 자들'을 통해 인류에게 전해진다고 한다.

### 도곤족
도곤족은 서아프리카 말리에 사는 원주민이다. 이들은 60년에 한번씩 시리우스가 두 산봉우리 사이에 나타날 때 '시구이'(Sigui)라는 의식을 치른다. 이는 지금으로부터 약 3,000년 전 시리우스에서 수륙양생(水陸兩生)의 외계 지성체들이 지구에 와 도곤족을 방문했다는 믿음에서 치르는 의식이며, 의식 전 젊은 남자들은 3개월 동안 은둔하며 비밀언어를 사용하면서 지내야 한다. 이들은 망원경 등의 관측기구 도움 없이도 예전부터 시리우스에 짝별이 존재하는 등의 정확한 천문학적 지식을 지니고 있다고 알려져 있다. 마르셀 그리올이 쓴 책 《오고템멜리와의 대화》(Conversations with Ogotemmêli), 《창백한 여우》(The Pale Fox)에 따르면 도곤 족은 시리우스 항성계의 주인별과 짝별이 약 50년 주기로 질량 중심을 돌고 있음을 알고 있었다고 한다. 또 이들은 시리우스 A, B와 이웃한 세 번째 별도 언급했다. 1976년 로버트 템플의 저서 《시리우스의 신비》(The Sirius Mystery)에는 도곤 족이 목성의 4대 위성과 토성의 고리에 대해서도 알고 있다고 적혀 있다.
도곤 족이 어떻게 이처럼 정확한 천문 지식을 알고 있었는지에 대하여 여러 논쟁이 있었다. 1978년 출판된 《의심많은 질문자》의 저자는 도곤 족은 무지한 종족이 아니며 그들은 거주지 근처 서구인들과 접촉하면서(이를 '오염'으로 표현했다.) 천문정보들을 습득한 것으로 추측하였다. 혹자는 이러한 '오염'을 일으킨 주체가 마르셀 그리올과 같은 민족지학자들이라고 주장했다. 반면 다른 이는 이런 의심들이 너무 단순하다고 지적한다.

### 세레르 종교

세레르 종교에서 우주를 상징하는 기호인 유니르(Yoonir).

세네갈, 감비아, 모리타니아에 사는 세레르족의 종교에서 시리우스는 세레르어(일부 창인어 화자 포함)로 '유니르'(Yoonir)로 불린다. 시리우스는 세레르인의 우주관에서 매우 중요하면서 신성시되는 별이자 상징물이다. 세레르 종교의 고위 사제 및 여사제('살티구에'라고 한다.)는 유니르를 그려서 비가 내리는 것을 예언하고 세레르족 농부가 씨를 뿌릴 수 있도록 한다. 세레르 종교 우주관에서 유니르는 우주의 상징이다.

### 현대 문화 속 시리우스
- 시리우스는 과학 소설 및 연관된 대중 문화의 소재로 자주 등장하며[131] 시의 소재로도 쓰인다.[132]
- 팬택은 2010년 5월 14일 첫 안드로이드폰을 출시했는데 상품명은 '스카이 시리우스'(SKY Sirius)이다.[133]
- 대한민국 KBS는 2013년 1월 6일부터 1월 27일까지 KBS 드라마 스페셜 연작 시리즈 ‘시리우스’를 방영했다.[134]
- 매쿼리 대학교의 교장에는 시리우스가 그려져 있으며 대학 졸업논문 이름 또한 시리우스이다.[135]
- 북아메리카 세틸라이트 라디오 컴퍼니, 세틸라이트 CD 라디오는 1999년 11월 회사명을 '시리우스 세텔라이트 라디오'로 바꿨다.[136]
- 작곡가 카를하인츠 슈토크하우젠은 생전 종종 자신이 시리우스 항성계에서 왔다고 주장했다.[137][138]
- 천문학자 노아 브로시는 해리 포터 등장인물 '시리우스 블랙'(검은 개로 변신하는 능력이 있다.) 이름은 눈에 보이지 않는 '시리우스 B'로부터 영감을 받아 붙인 이름이라고 추측했다.[132]
- 시리우스는 브라질의 국기에 그려진 27개 별 중 하나로 마투그로수 주를 상징한다.[139]
- 18세기 이래 왕립 해군 소속 배 일곱 척의 이름은 모두 'HMS 시리우스'이다. 이 일곱 척 중 최초 배는 1788년 오스트레일리아 대륙에 죄수를 데려왔다.[140] 오스트레일리아 해군 소속 배 중 'HMAS 시리우스'가 있는데 이는 HMS 시리우스를 기려 그 이름을 본따 붙인 것이다.[141]
- 찰스 린드버그가 비행에 성공시킨 록히드 시리우스의 단엽기 모형 이름은 'USNS 시리우스'이다.[142] 1980년 미쓰비시 모터스는 린드버그 비행기의 이름을 빌려 자사가 제작한 기기에 '미쓰비시 시리우스 엔진'이라는 이름을 붙였다.[143]

## 같이 보기
- 겉보기 등급순 별 목록

## 내용주
1. 1 2  측성자료로 히파르코스 위성 항성목록(SIMBAD 수록)에서 인용. 시리우스 항성계의 질량 중심을 기준으로 한 값임. Volume 1, The Hipparcos and Tycho Catalogues, European Space Agency, 1997, entry for Sirius
2. ↑  시리우스 A의 겉보기 등급을 m, 시차를 π이라 하면 시리우스 A의 절대 등급 Mv는 다음과 같다.

{\displaystyle {\begin{smallmatrix}M_{v}\ =\ m+5(\log _{10}{\pi }+1)\ =\ -1.47+5(\log _{10}{0.37921}+1)\ =\ 1.42\end{smallmatrix}}}
Tayler, Roger John (1994). 《The Stars: Their Structure and Evolution》. Cambridge University Press. 16쪽. ISBN 0-521-45885-4.
3. ↑  시리우스 B의 광도는 다음 공식으로 구한다.
L=4πR2σTeff4
위 식을 간단하게 표현하면 다음과 같다.
{\displaystyle L_{s}={R_{s}}^{2}\cdot {T_{s}}^{4}}({\displaystyle L_{s}}: 광도, {\displaystyle R_{s}}: 반지름, {\displaystyle T_{s}}: 표면온도. 세 값 모두 태양에 대비한 상대값).
Tayler, Roger John (1994). 《The Stars: Their Structure and Evolution》. Cambridge University Press. 16쪽. ISBN 0-521-45885-4.
4. ↑  1광년 = 63,241AU / 장반경 = 거리 × tan(원호각) = 8.6 × 63,241 × tan(7.56″) = 19.9AU (근삿값)

## 참고 서적
- Brosch, Noah (2008). 《Sirius Matters》. Springer. ISBN 1-4020-8318-1.
- Holberg, J.B. (2007). 《Sirius: Brightest Diamond in the Night Sky》. Chichester, UK: Praxis Publishing. ISBN 0-387-48941-X.